# 장작

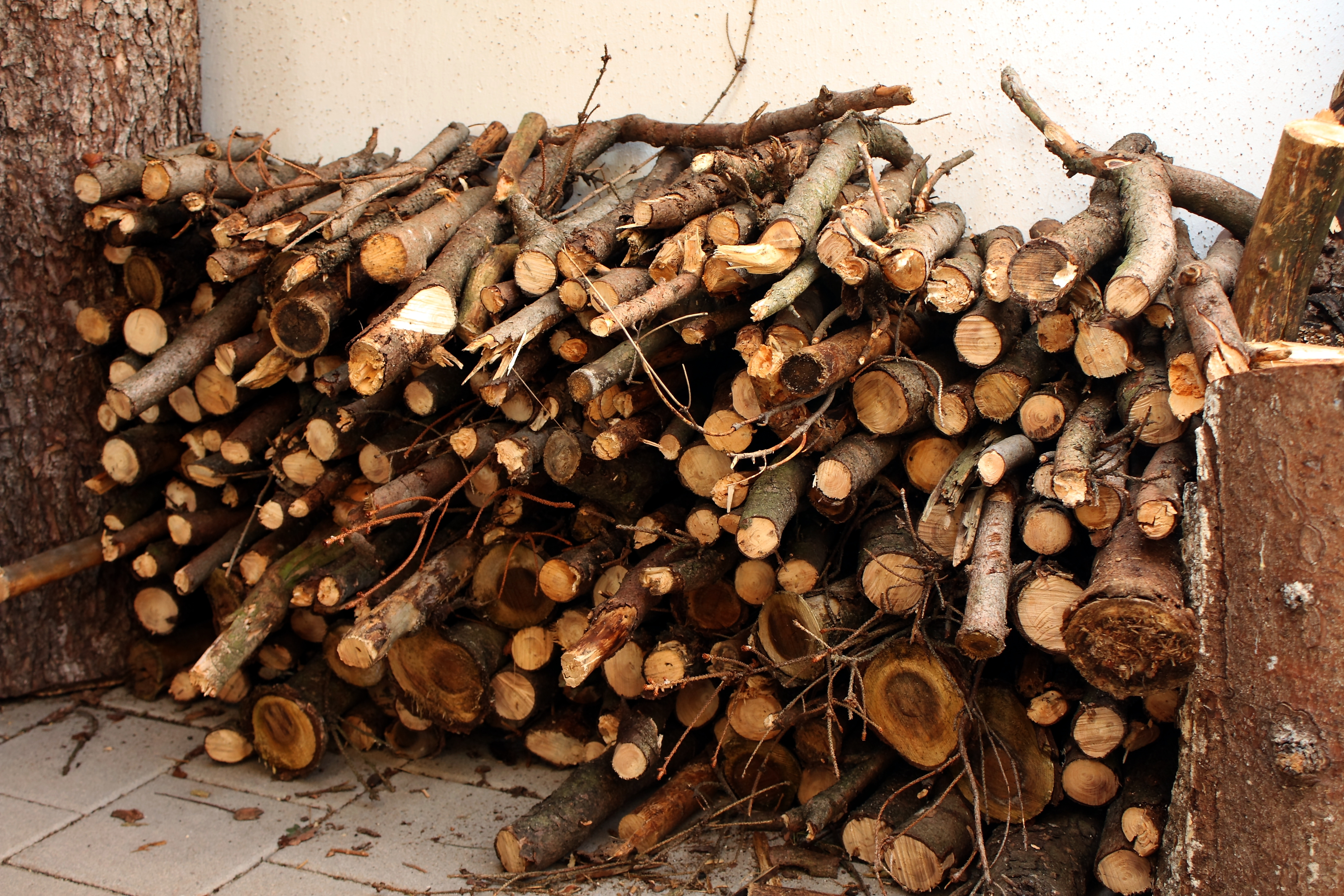
건물 옆에 위치한 장작 더미

장작(長斫)은 연료로 사용할 목적으로 모으는 모든 목재 물질이다. 일반적으로 장작은 펠릿 연료 등의 다른 형태에 비해 높은 가공 처리가 이루어지지는 않는다. 장작은 계절성(건조성)이거나 비계절성(습식성)일 수 있다. 보통 견목이나 무른 나무로 분류된다.
장작은 재생 가능 자원이다. 그러나 이러한 연료의 수요는 지역적인 수준에서 재생할 능력을 앞설 수 있다. 먼 거리로 장작을 이동하면 잠재적으로 질병이나 침습성 종을 전이할 수 있다.

## 같이 보기
- 바이오매스